# 于纳维尔
于纳维尔（法語：Hunawihr，发音：[ynaviʁ] 或 [unaviʁ]；德语：Hunaweier）是法国上莱茵省的一个市镇，属于科尔马-里博维莱区（Colmar-Ribeauvillé）和科尔马第二县（Colmar-2）。该市镇总面积4.81平方公里，2009年时的人口为604人。

## 人口
于纳维尔人口变化图示